# Герхард Ганаппі
Герхард Ганаппі (нім. Gerhard Hanappi, нар. 16 лютого 1929, Відень — пом. 23 серпня 1980, Відень) — австрійський футболіст, півзахисник.
Насамперед відомий виступами за клуб «Рапід» (Відень), а також національну збірну Австрії. Семиразовий чемпіон Австрії. Володар Кубка Австрії. Володар Кубка Мітропи.
За освітою — архітектор, автор проекту збудованого 1977 року у Відні Вестштадіону, який з 1980 року носить його ім'я.

## Клубна кар'єра
Народився 16 лютого 1929 року у Відні. Вихованець футбольної школи клубу «Ваккер» (Відень). Дорослу футбольну кар'єру розпочав 1947 року в основній команді того ж клубу, в якій провів три сезони, взявши участь у 62 матчах чемпіонату.
1950 року перейшов до клубу «Рапід» (Відень), за який відіграв 15 сезонів. Більшість часу, проведеного у складі віденського «Рапіда», був основним гравцем команди. У складі віденського «Рапіда» півзахисник був одним з головних бомбардирів команди, маючи середню результативність на рівні 0,34 голу за гру першості. За цей час сім разів виборював титул чемпіона Австрії, ставав володарем Кубка Австрії, володарем Кубка Мітропи. Завершив професійну кар'єру футболіста виступами за команду «Рапід» (Відень) у 1965 році.

## Виступи за збірну
1948 року дебютував в офіційних матчах у складі національної збірної Австрії. Протягом кар'єри у національній команді, яка тривала 15 років, провів у формі головної команди країни 93 матчі, забивши 12 голів.
У складі збірної був учасником чемпіонату світу 1954 року у Швейцарії, на якому команда здобула бронзові нагороди, чемпіонату світу 1958 року у Швеції.

## Подальше життя
Після завершення спортивної кар'єри працював архітектором. Став автором проекту футбольного стадіону у Відні, домашньої арени віденського «Рапіда». На момент відкриття у 1977 арена отримала назву «Вестштадіон», однак вже за три роки, у 1980, після передчасної смерті Ганаппі, була перейменована у «Стадіон Герхарда Ганаппі» (нім. Gerhard-Hanappi-Stadion) на честь свого архітектора і, за сумісництвом, одного з найвидатніших гравців в історії віденського клубу.
Герхард Ганаппі помер 23 серпня 1980 року на 52-му році життя у Відні внаслідок онкологічного захворювання.

## Титули і досягнення

### Командні
- Чемпіон Австрії (7):

«Рапід» (Відень): 1950–51, 1951–52, 1953–54, 1955–56, 1956–57, 1959–60, 1963–64
- Володар Кубка Австрії (1):

«Рапід» (Відень): 1960–61
- Володар Кубка Мітропи (1):

«Рапід» (Відень): 1951
- Бронзовий призер чемпіонату світу: 1954

### Особисті
- Футболіст року в Австрії: 1955